# Fontaine (Isère)
Fontaine é uma comuna francesa na região administrativa de Auvérnia-Ródano-Alpes, no departamento de Isère.